# Estadi de Dire Dawa
L'Estadi de Dire Dawa és un estadi de futbol i atletisme de la ciutat de Dire Dawa, a Etiòpia.
L'estadi té una capacitat per a 18.000 espectadors. Va ser la seu de la Copa d'Àfrica de Nacions 1976. L'any 2018 fou renovat. La renovació va incloure una revisió de la superfície del terreny principal. A partir del 7 d'abril de 2021, l'estadi va acollir la tercera ronda de partits de la lliga etíop de futbol.